# Каувонсаарі
Каувонса́рі (рос. Каувонсари) — невеликий острів у Ладозькому озері. Належить до групи Західних Ладозьких шхер. Територіально належить до Лахденпохського району Карелії, Росія.
Довжина 1,1 км, ширина 0,6 км.
Острів розташований біля східного узбережжя острова Кярпясенсарі. Витягнутий із заходу на схід. Весь вкритий лісами.